# Apatura hemisilvia
Apatura hemisilvia är en fjärilsart som beskrevs av Cabeau 1912. Apatura hemisilvia ingår i släktet Apatura och familjen praktfjärilar. Inga underarter finns listade i Catalogue of Life.